# Panna cotta
Pour les articles homonymes, voir Cotta.
La panna cotta (terme italien signifiant « crème cuite ») est un dessert traditionnel de la cuisine italienne, originaire du Piémont, mais populaire dans toute l'Italie, à base de crème, de lait, de sucre et de gélatine.

## Caractéristiques
La panna cotta est élaborée à partir d'un mélange de crème, de lait et de sucre, auquel est ajoutée de la gélatine (parfois remplacée par du chocolat blanc fondu) après cuisson à ébullition pour obtenir une consistance gélatineuse ferme après refroidissement au réfrigérateur dans des ramequins ou des verres individuels. Elle peut être aromatisée, par exemple à la vanille, au chocolat, au café, au citron, à l'orange, à l'eau de fleur d'oranger, ou encore au rhum.
La  crème utilisée est de la crème fraîche liquide ou de la crème fleurette, entière, à 31 à 35 % de matière grasse. Pour le gélifiant, la recette piémontaise moderne utilise une petite quantité de gélatine de porc ou de poisson. Des chefs italiens revendiquent la panna cotta des origines, une « crème cuite » au sens propre, sans texturant alimentaire.[pas clair]
Ce dessert est généralement servi nappé d’un coulis de fruits rouges. Il peut également l'être avec, entre autres, de la compote, de la confiture, des fruits, du chocolat fondu, du caramel, du miel, de la cannelle, des amandes ou des pistaches concassées, ou des feuilles de menthe.

## Étymologie
L'appellation italienne panna cotta signifie littéralement « crème » (panna) « cuite » (cotta). Les plus anciennes origines connues de la panna cotta seraient des Langhe[pas clair], au sud-est de Turin, où une femme d'origine hongroise aurait élaboré ce dessert avec un excédent de lait, au début du XIXe siècle. Cependant, le mot italien panna n'existe pas dans le dialecte piémontais, qui préfère fior dë làit (« fleur de lait ») pour désigner la crème. Le terme panna cotta n'est probablement pas apparu avant les années 1900. 

## Histoire
Ettore Sonfia, chef étoilé d'I Tre Citroni, à Coni, a sans doute été le premier à codifier la recette de la panna cotta et à inscrire son nom sur la carte d'un restaurant gastronomique, au milieu des années 1960. 
La panna cotta serait une descendante plus ou moins éloignée du lattismelle. On retrouve la trace d'une recette ressemblant étrangement à la panna cotta actuelle dans une lettre que le poète Giacomo Leopardi écrivit à son père en 1827 lors de son séjour à Bologne : « la recette du latte e melle est très simple car elle se compose de fior di latte et de crème, de gelée culinaire non salée et de sucre. »
Elle pourrait aussi venir de la recette du fromage bavarois de Marie-Antoine Carême. En effet, cette recette que l'on trouve dans le pâtissier royal parisien est la même que celle de la panna cotta moderne à la différence qu'une partie de la crème est montée en chantilly avant l'ajout de la gélatine.  
La crème, très prisée en Italie du Nord, était historiquement consommée nature ou sucrée avec des fruits ou des noisettes. Les recettes originelles font apparaître l'emploi de gélatine extraite d'un bouillon d'arêtes de poisson. Le sucre, produit exotique d'importation coûteux, n'était alors pas accessible aux classes populaires. 
La vanille est utilisée à partir des années 1970. 

Présentations
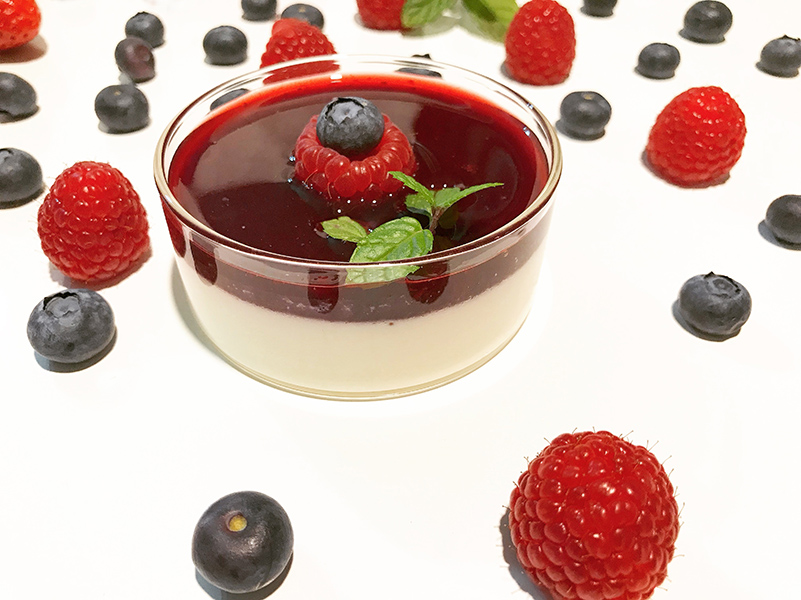
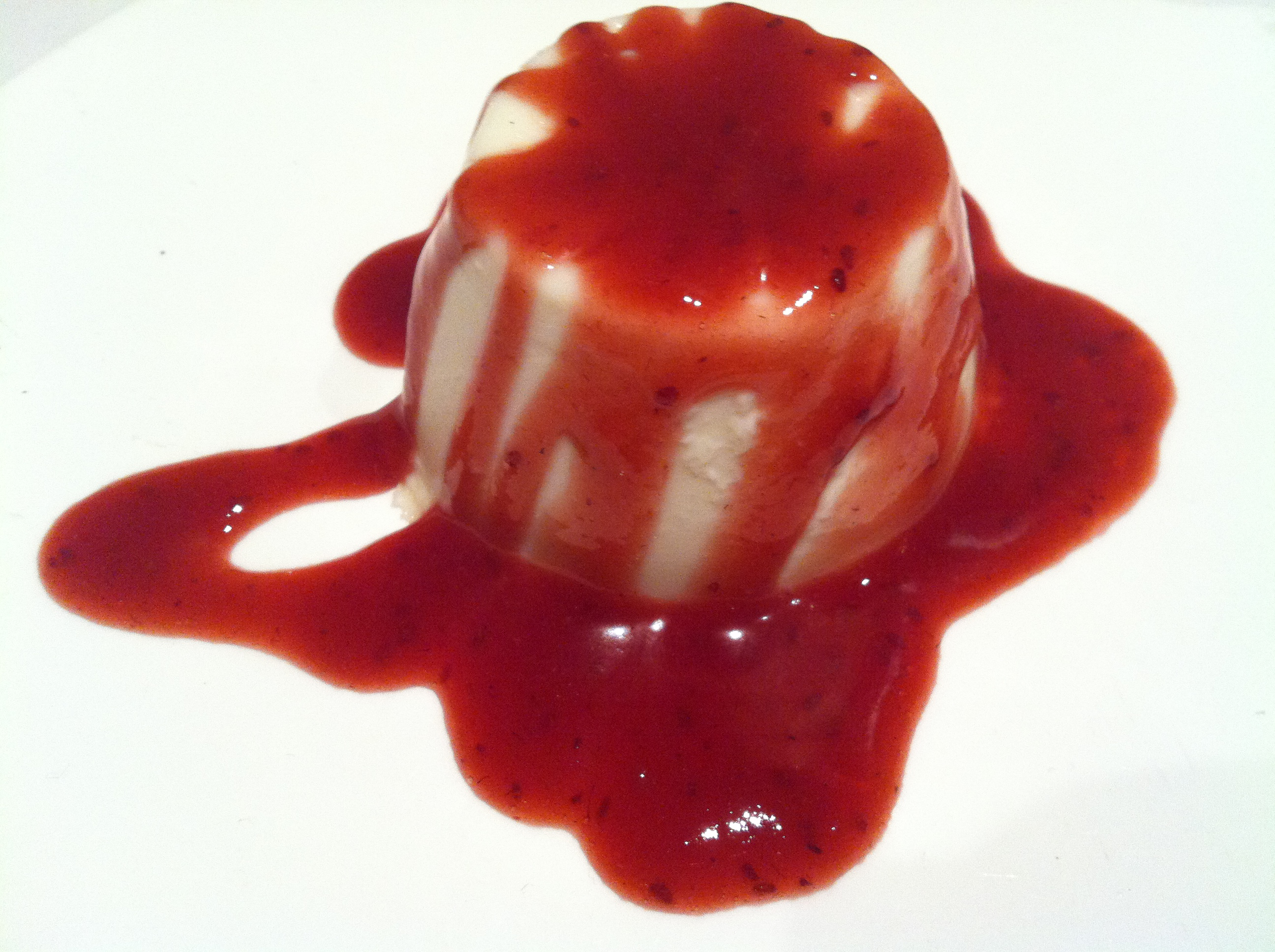
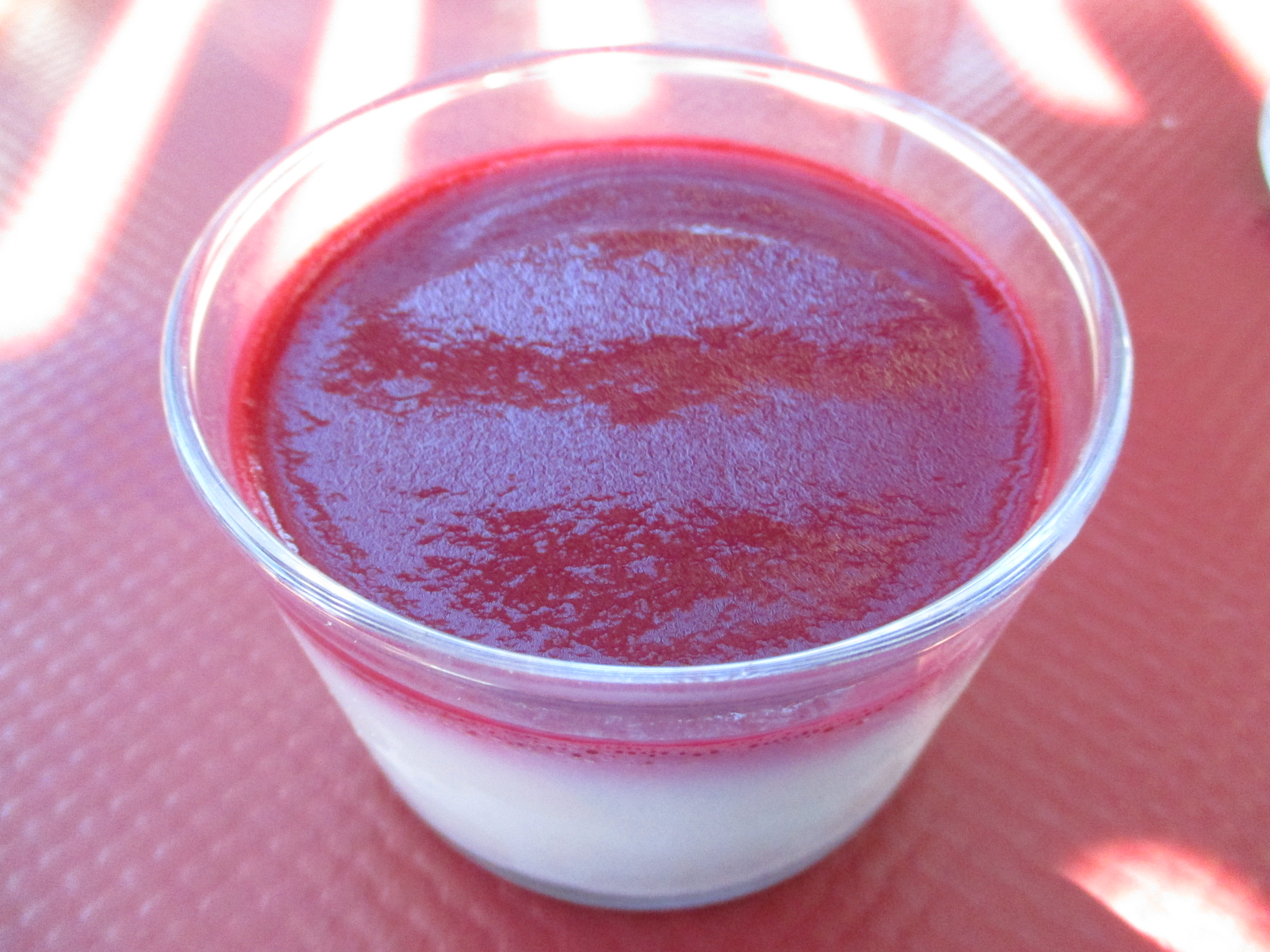
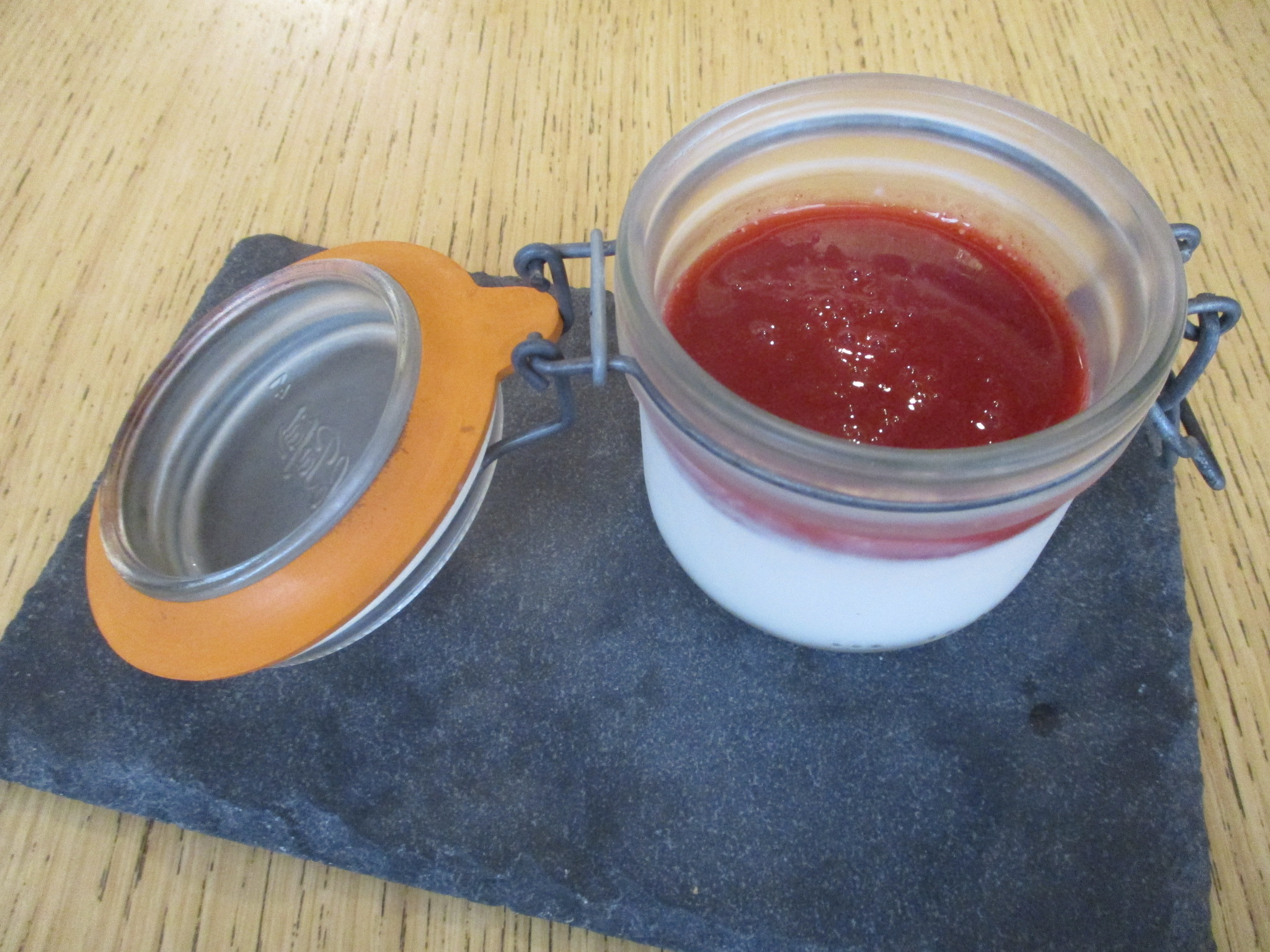
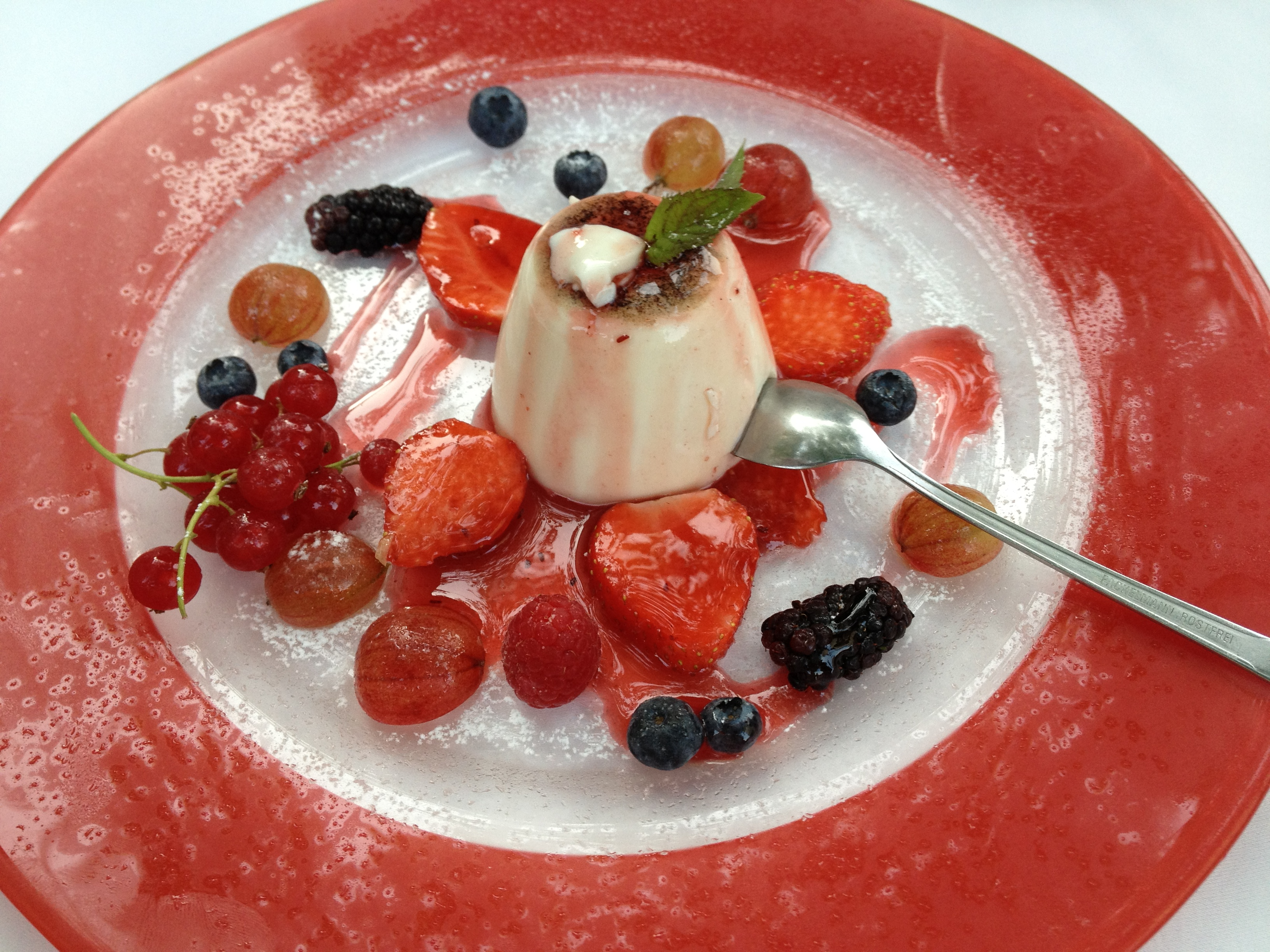
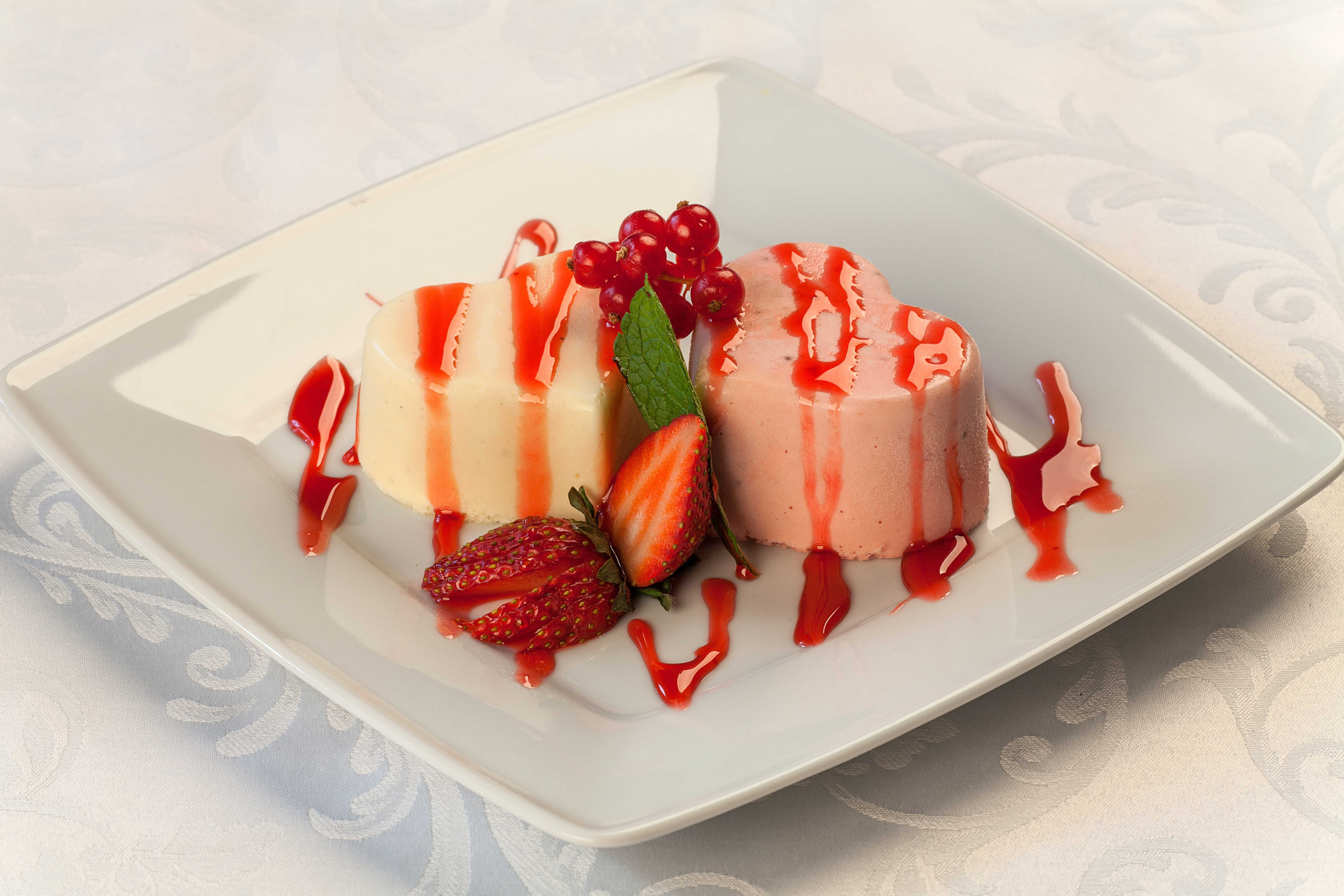

### Articles annexes
- Cuisine italienne
- Liste de pâtisseries